# إلغن ديفيس
إلغن ديفيس (بالإنجليزية: Elgin Davis)‏ هو لاعب كرة قدم أمريكية أمريكي، ولد في 23 أكتوبر 1965 في جاكسونفيل في الولايات المتحدة.

## وصلات خارجية
- إلغن ديفيس على موقع مرجع كرة القدم المحترفة.كوم (الإنجليزية)